# Obrey
La società francese di bigiotteria e orologi Obrey è stata fondata nel 1951 da Émile Obrey.

## Origini

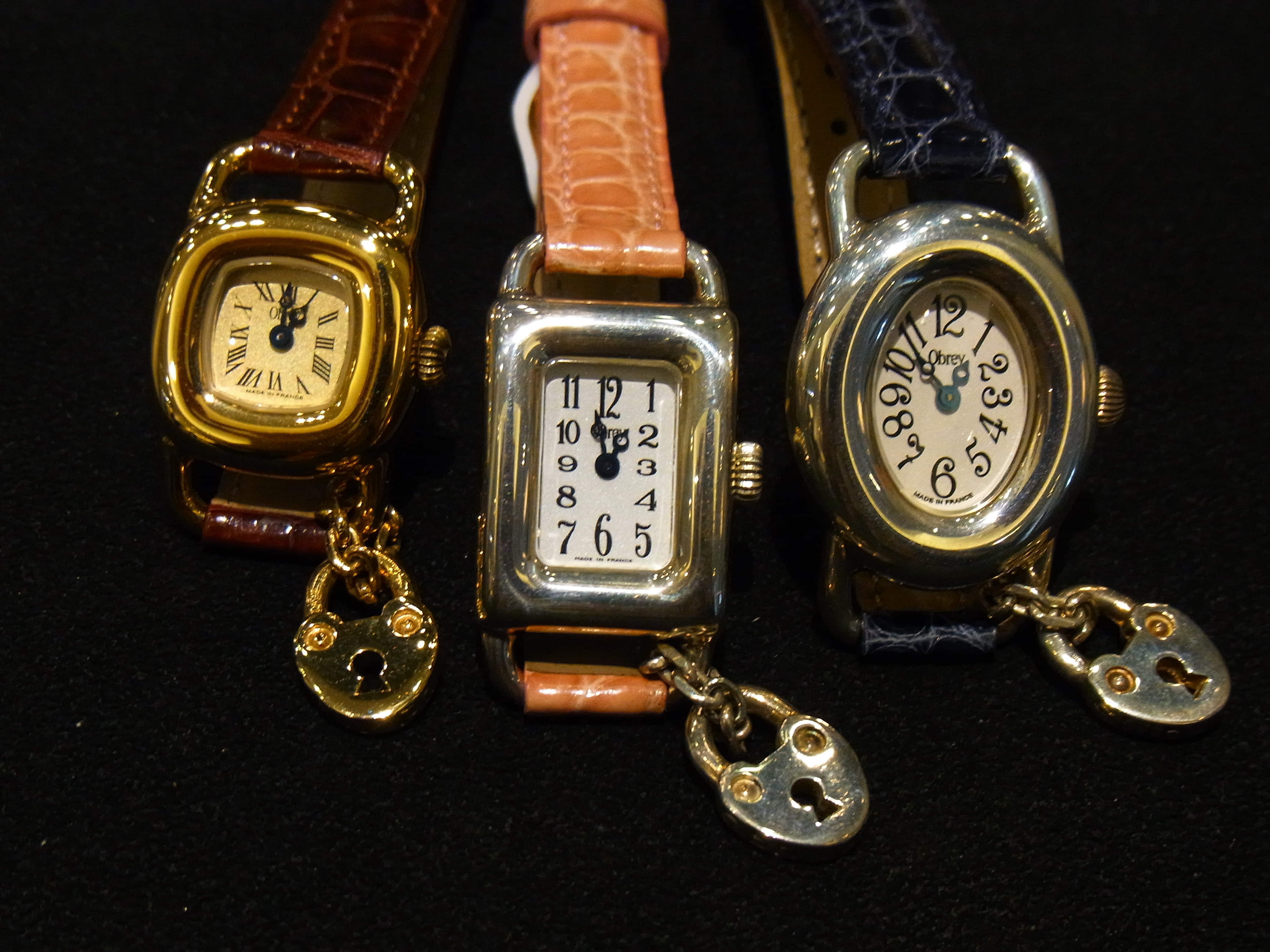
Orologi Obrey in argento massiccio

Émile Obrey apre la prima bigiotteria a Parigi negli anni '30. Nel 1940 si unisce alle Forces françaises libres per partecipare al movimento della Resistenza fondato da Charles De Gaulles a Londra.
Terminata la guerra, Obrey rientra in Francia e nel 1951 fonda la società Obrey in via Tronchet, nel quartiere della Madeleine. Presenta ben presto una linea originale di gioielli e orologi di elevata qualità e pregi estetici. Con la collaborazione di designer di talento, nel 1966 la società lancia una linea di orologi in argento massiccio.
I prodotti Obrey diventano popolari negli anni '60 e '70 per il loro design unico. È in questo periodo che l'azienda familiare si espande a livello internazionale, esportando le sue creazioni negli Stati Uniti e in Germania attraverso distributori noti nel settore.

## Situazione attuale
Nel 1990, il figlio di Émile Obrey riprende la gestione della società, portando avanti il mestiere di famiglia.
Gli orologi Obrey sono apprezzati a livello internazionale, in particolare in Giappone, dove a Tokyo esiste un negozio specializzato.
La loro unicità risiede nell'ampia possibilità di personalizzare il prodotto desiderato, dalla scelta del quadrante, al tipo e alla lunghezza del cinturino.
Il meccanismo utilizza movimenti al quarzo svizzeri, in particolare ETA.